# Pyrenochium pini
Pyrenochium pini är en svampart som beskrevs av Link 1833. Pyrenochium pini ingår i släktet Pyrenochium, klassen Dothideomycetes, divisionen sporsäcksvampar och riket svampar.   Inga underarter finns listade i Catalogue of Life.